# Fun Fun
Fun Fun var en italiensk musikgrupp som främst framförde disco och som bildades 1983. Bland deras främsta hitlåtar märks låtarna "Colour My Love" och "Baila Bolero". Gruppen bestod av medlemmarna Antonella Pepe, Angela Parisi och Ivana Spagna. Gruppen upplöstes 1994.